# Manzushir Khiid

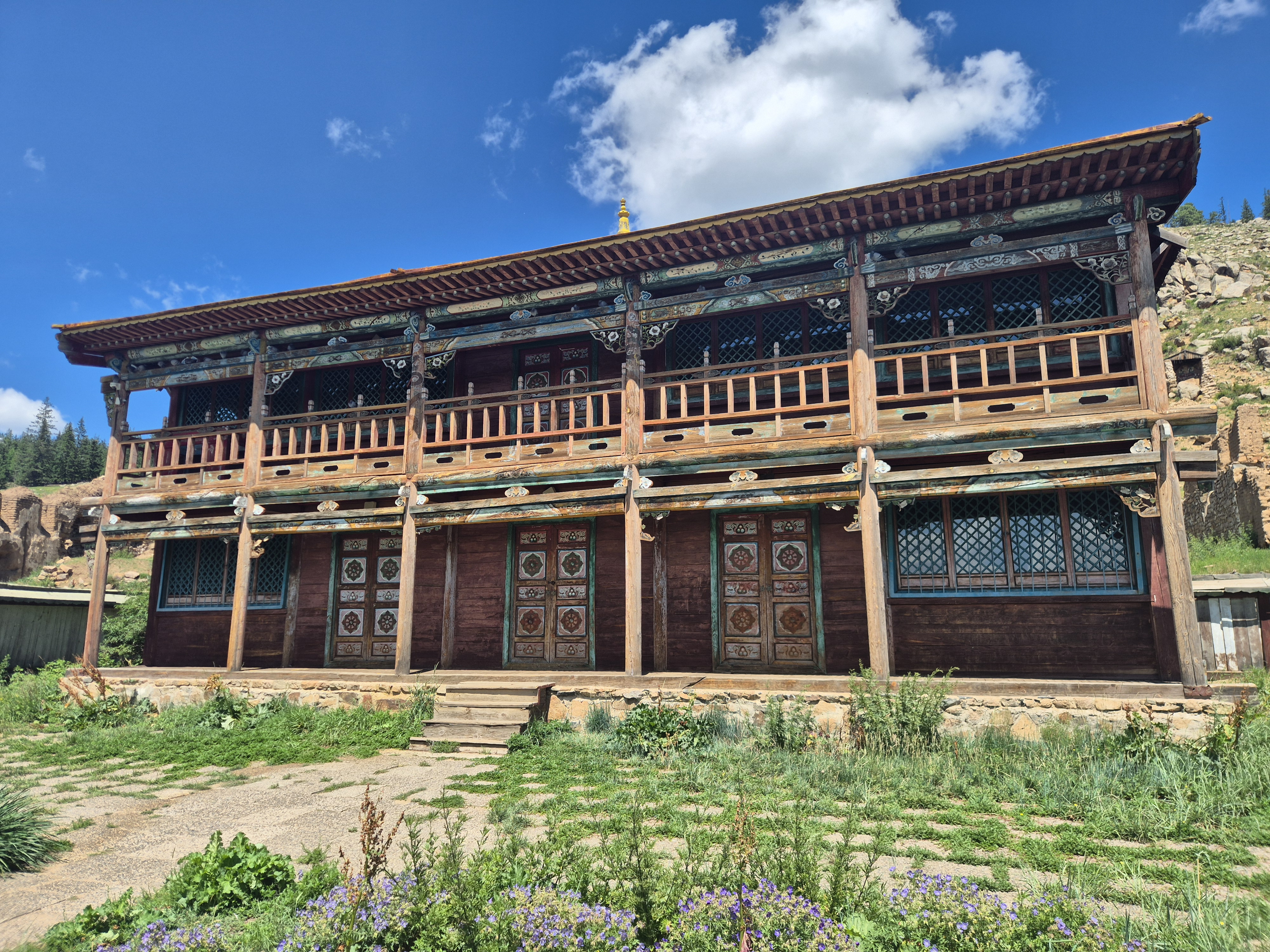
Manzushir Khiid

Le monastère de Manzushir (mongol cyrillique : Манзушир хийд, translittération MNS : Manzushir khiid) est un monastère bouddhiste de Mongolie de l'école gelug du bouddhisme tibétain. 
Le monastère de Manzushir se trouve près de Zuunmod, la capitale de l'aïmag de Töv en Mongolie, dans l'Aire strictement protégée de Bogd-Khan-Uul, près de Bogd Khan Uul. Il a été fondé en 1733 et abritait 20 temples et 300 moines. La plupart du site a été détruit par les communistes. Le dernier temple a été restauré avec l'arrivée de la démocratie[réf. nécessaire] en Mongolie. Un petit musée a été aménagé.[réf. nécessaire]

## Galerie

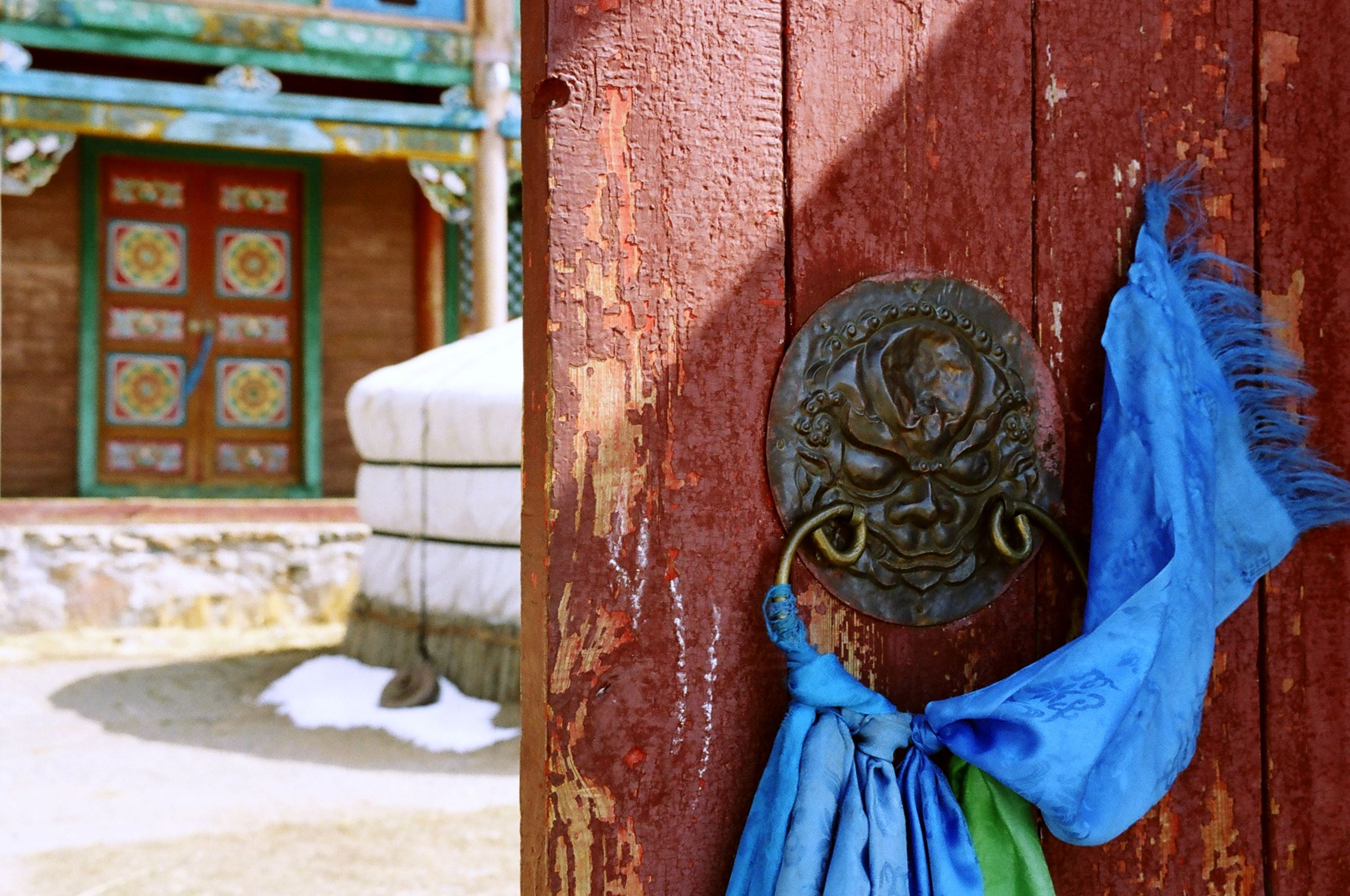
Porte du monastère de Manzushir
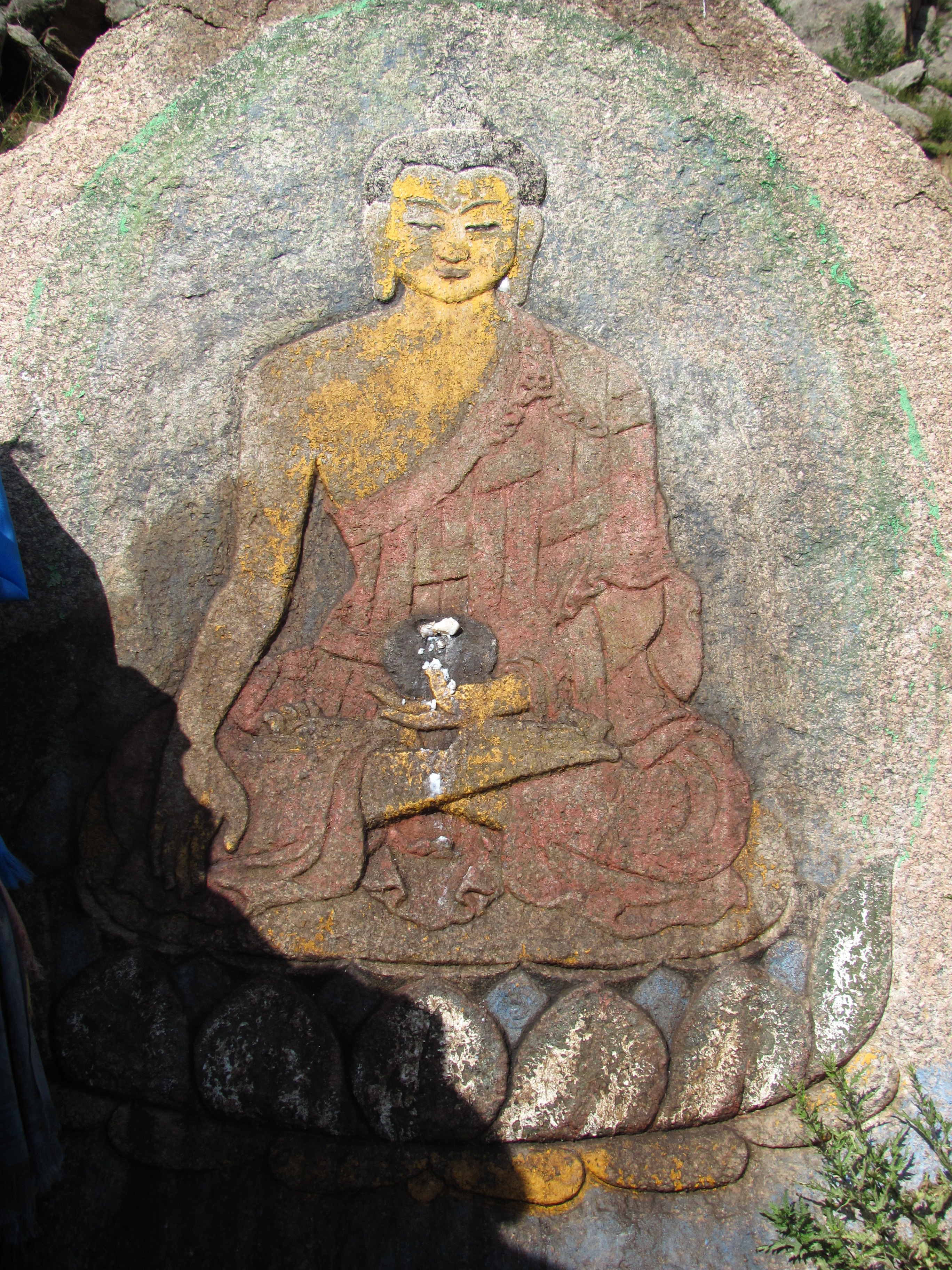
peinture en relief su XVIIIe siècle
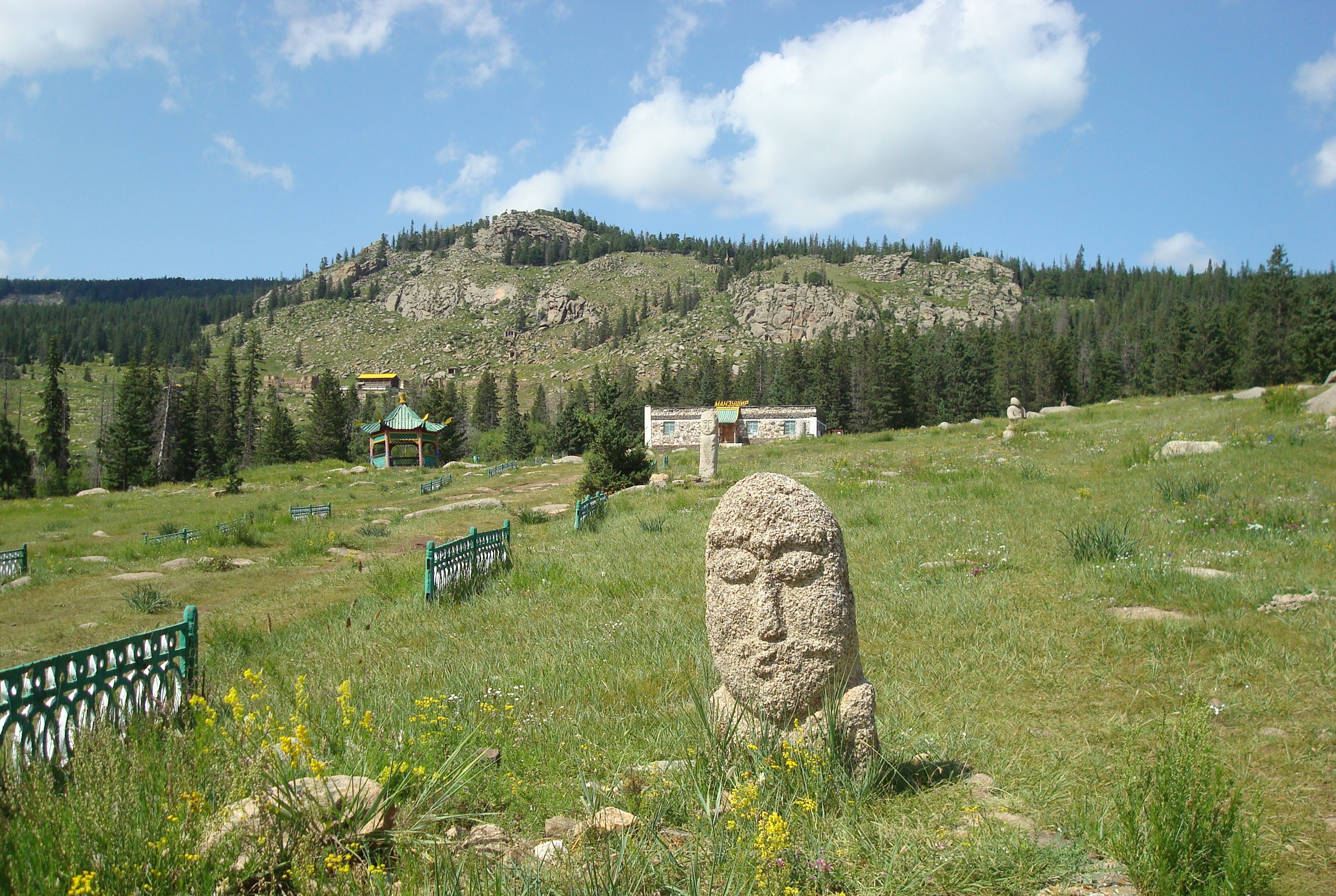
stèles kourganes